# Змислово (Сьредський повіт)
Змислово (пол. Zmysłowo, нім. Heiter) — село в Польщі, у гміні Сьрода-Велькопольська Сьредського повіту Великопольського воєводства.
Населення — 33 особи (2011).
У 1975-1998 роках село належало до Познанського воєводства.

## Демографія
Демографічна структура станом на 31 березня 2011 року:
|          | Загалом | Допрацездатний вік | Працездатний вік | Постпрацездатний вік |
| -------- | ------- | ------------------ | ---------------- | -------------------- |
| Чоловіки | 15      | 3                  | 11               | 1                    |
| Жінки    | 18      | 4                  | 11               | 3                    |
| Разом    | 33      | 7                  | 22               | 4                    |